# William H. Donaldson
William Henry Donaldson (2 de junio de 1931 – 12 de junio de 2024) fue un empresario estadounidense que fue el 27º presidente de la Comisión de Bolsa y Valores de los Estados Unidos (SEC), sirviendo desde febrero de 2003 hasta junio de 2005. También se desempeñó como subsecretario de Estado para Asuntos de Seguridad Internacional en la Administración de Nixon, asesor especial del vicepresidente Nelson Rockefeller, presidente y CEO de la Bolsa de Valores de Nueva York, y presidente, presidente y CEO de Aetna. Donaldson fundó Donaldson, Lufkin & Jenrette.

## Primeros años y educación
Donaldson asistió tanto a la Universidad de Yale (B.A. 1953) como a la Universidad de Harvard (M.B.A. 1958). Mientras era estudiante de último año en Yale, se unió a su sociedad secreta Skull and Bones.
Sirvió en el Cuerpo de Marines de los Estados Unidos como primer teniente en Japón y Corea (1953–55), como comandante de pelotón de fusileros y luego como ayudante de campo del Comandante General de la 1.ª Fuerza de Tareas Aérea y Terrestre Provisional de Marines.

## Carrera

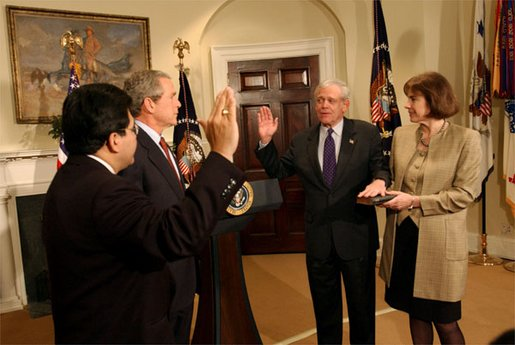
Donaldson presta juramento como presidente de la Comisión de Bolsa y Valores en febrero de 2003.

Donaldson comenzó su carrera en G. H. Walker & Co., una firma de banca y corretaje.
Donaldson regresó a Yale y fundó la Escuela de Administración de Yale, donde se desempeñó como decano y profesor de estudios de administración. Según Lee Tom Perry, un ex profesor de estrategia y comportamiento organizacional de la Universidad Brigham Young, Donaldson tenía una visión del programa de administración de Yale que formaba estudiantes que pudieran moverse fácil y fluidamente entre roles de gestión pública y privada. Esta era una visión binaria, que enfatizaba las corporaciones privadas con fines de lucro y los puestos de liderazgo en el gobierno, mientras ignoraba el liderazgo en varias organizaciones sin fines de lucro y no gubernamentales. Sus grandes visiones de enfoques equilibrados se desmoronaron cuando la primera clase graduada tomó casi todos los puestos en negocios, casi ninguno en el gobierno. El edificio principal de la escuela continúa mostrando un retrato de tamaño natural de él y el premio de liderazgo principal en la Escuela de Administración de Yale se llama "Donaldson Fellows".
Donaldson fue presidente del Fondo Carnegie para la Paz Internacional desde 1999 hasta 2003. Donaldson fue un Analista Financiero Certificado (CFA) y recibió varios títulos honoríficos. Estuvo en la junta de IEX.

## Vida personal y muerte
Donaldson fue padre de tres hijos y estuvo casado con Jane Phillips Donaldson. Falleció el 12 de junio de 2024, a la edad de 93 años.